# Atari 130 ST - 260 ST
Atari 130 ST - 260 ST (130 ST - 260 ST) је кућни рачунар, производ фирме Атари (Atari) који је почео да се израђује у Сједињеним Америчким Државама током 1985. године.
Користио је Motorola MC68000 као централни микропроцесор а RAM меморија рачунара 130 ST - 260 ST је имала капацитет од 128 KB (130 ST) / 512 KB (260 ST). 
Као оперативни систем кориштен је TOS / GEM.

## Детаљни подаци
Детаљнији подаци о рачунару 130 ST - 260 ST су дати у табели испод.
|                       | |
| [ 1 ]                 | |
| Произвођач            | Атари                                                                                               |
| Тип                   | кућни рачунар                                                                                       |
| Меморија              | 128 (130 ST) / 512 (260 ST)                                                                         |
| Поријекло             | Сједињене Америчке Државе                                                                           |
| Година                | 1985                                                                                                |
| Тастатура             | тастатура са пуним помаком тастера                                                                  |
| Процесор              | |
| Фреквенција процесора | 8                                                                                                   |
| RAM                   | 128 (130 ST) / 512 (260 ST)                                                                         |
| ROM                   | 32 до 192 KB                                                                                        |
| Текст                 | 40 или 80 стубова x 25 линија                                                                       |
| Графика               | 320 x 200 / 640 x 200 / 640 x 400 тачака                                                            |
| Боја                  | 16 између 512 (320 x 200) / 4 између 512 (640 x 400) / монохроматски (640 x 400) (посебни монитор). |
| Звук                  | 3 гласа, 8 октава                                                                                   |
| Димензије             | 47 (ширина) x 24 (дубина) x 6 (висина)                                                              |
| Портови               | |
| Оперативни систем     | |